# Lluís Pascual Carbonell
Lluís Pascual Carbonell   (1939 - Vilanova i la Geltrú, 21 de setembre de 2016) va ser una figura vinculada al ciclisme a Vilanova i la Geltrú al llarg de tota la seva vida.
Fill d'una mecànic de bicicletes de Sants, Barcelona, regentà des de la dècada de 1950 una botiga de bicicletes a la Rambla Josep Tomàs Ventosa de Vilanova i la Geltrú. En aquesta botiga s'aplegaven els aficionats a aquest esport per seguir els resultats de les curses més importants del moment.
Va ser fundador i primer president de la Unió Ciclista Vilanova, entitat que va néixer el 1978 fruit de la inquietud d'un grup d'aficionats al ciclisme vilanoví, i de la qual va ser soci d’honor fins a la seva mort, l'any 2016.
El 2021 la seva família va donar a l'Ajuntament de Vilanova i la Geltrú el fons documental de ciclisme que va recopilar al llarg de molts anys, el qual es troba dipositat a la biblioteca Armand Cardona Torrandell.